# 西比爾·巴默爾
西比爾·巴默爾（德語：Sybille Bammer，1980年4月27日—），奧地利女子职业网球运动员，她的最高單打世界排名為19（2007年12月17日）。
她在2007年的芭堤雅和2009年的布拉格分別取得單打冠軍。

## 外部連結
- 官方网站（德文）
- 西比爾·巴默爾的国际女子网球协会官方資料（英文）
- 西比爾·巴默爾的國際網球總會 職業／青少年 官方資料（英文）
- Fed Cup - Player profile - Sybille BAMMER (AUT) （页面存档备份，存于）